# .gi
.gi este un domeniu de internet de nivel superior, pentru Gibraltar (ccTLD).